# Jan-Derek Sørensen
Jan-Derek Sørensen (født 28. december 1971 i Oslo, Norge) er en norsk tidligere fodboldspiller (midtbane).
Sørensen spillede størstedelen af sin karriere i hjemlandet, hvor han blandt andet repræsenterede de to store Oslo-klubber Lyn og Vålerenga. Han havde også et tre år langt ophold hos Trondheim-klubben Rosenborg BK, og i samtlige de tre sæsoner var han med til at vinde det norske mesterskab.
I to sæsoner, fra 2000 til 2002, spillede Sørensen i Tyskland for Borussia Dortmund. Han var med til at vinde det tyske mesterskab med klubben i 2002, selvom han opnåede begrænset spilletid i sæsonens løb. Klubben nåede samme år finalen i UEFA Cuppen, der dog blev tabt til hollandske Feyenoord.
Sørensen spillede gennem sin karriere 21 kampe for Norges landshold.

## Titler
Tippeligaen
- 1998, 1999 og 2000 med Rosenborg BK

Bundesligaen
- 2002 med Borussia Dortmund